# Gonting Jae
Gonting Jae is een bestuurslaag in het regentschap Padang Lawas van de provincie Noord-Sumatra, Indonesië. Gonting Jae telt 17 inwoners (volkstelling 2010).